# Thomas Schiex
Thomas Schiex, né en 1965, est un informaticien et universitaire français, spécialiste d'intelligence artificielle et centralien de formation.

## Biographie
Thomas Schiex est ingénieur, diplômé de l'école centrale Paris en 1986. Il obtient un DEA en Intelligence artificielle à l'université Paul Sabatier en 1987, puis il réalise une thèse intitulée Conception et implémentation d'un dialecte paresseux de Lisp : H.E.L.P qu'il soutient à l'université Toulouse 3 Paul Sabatier, dirigée par Michel Cayrol, en 1991 et une habilitation universitaire en 2000. Il est directeur de recherche à l'Institut national de recherche pour l'agriculture, l'alimentation et l'environnement à Toulouse, dans le département de mathématiques et informatique appliquées (MIA).

## Travaux
Il est l'auteur en 1993 du livre Intelligence artificielle et informatique théorique avec Jean-Marc Alliot, qui est l'un des premiers ouvrages à présenter en français les algorithmes génétiques.[réf. nécessaire]

## Publications
- Jean-Marc Alliot et Thomas Schiex, Intelligence Artificielle et Informatique Théorique, Toulouse, Cepadues, 1993, 520 p. (ISBN 2-85428-324-4) (2e éd. 2002 avec Pascal Brisset et Frédérick Garcia)
- Catherine Mathé, Marie-France Sagot, Thomas Schiex et Pierre Rouzé, « Current methods of gene prediction, their strengths and weaknesses », Nucleic Acids Research, vol. 30, no 19,‎ 2002, p. 4103-4117 (lire en ligne).

## Distinctions
- 2016 : Distinguished Service Award de l'Association for Constraint Programming (ACP).
- 2016 : Fellow de l'European Association for Artificial Intelligence (EurAI).
- 2020 : Fellow de l'Association for the Advancement of Artificial Intelligence (AAAI).
- 2023 : Fellow de l'Asia-Pacific Artificial Intelligence Association (AAIA).